# Duen
Duen (Columba) er et stjernebillede.